# Jan Vakowskaï
Jan Vakowskaï est un artiste peintre français né à Amiens (Somme) de parents slaves le 21 mars 1932, qui vécut à Venasque (Vaucluse) à partir de la décennie 1960, puis à partir de la décennie 1990 à Puteaux où il est mort le 14 janvier 2006.

## Biographie

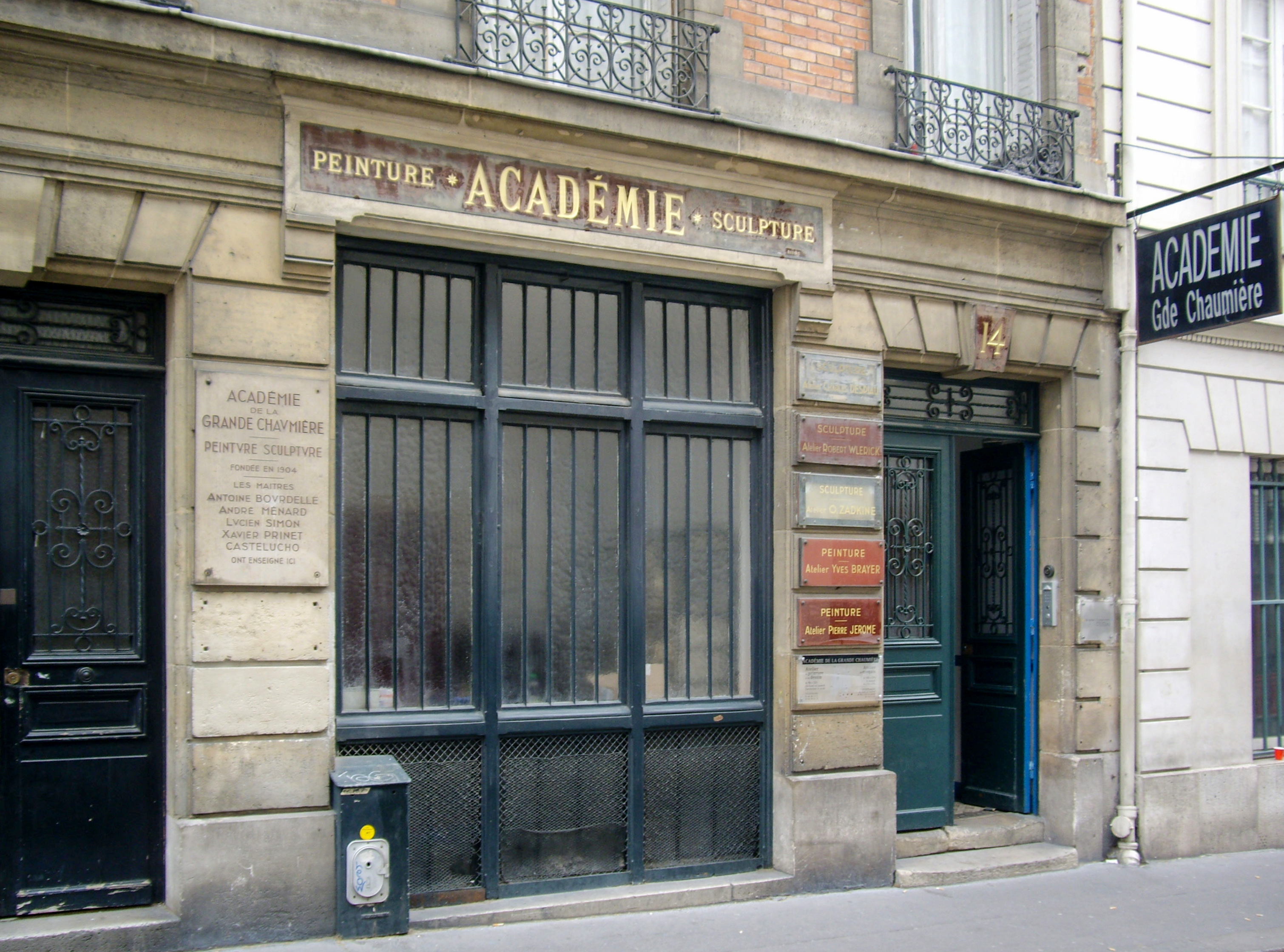
Académie de la Grande Chaumière, Paris

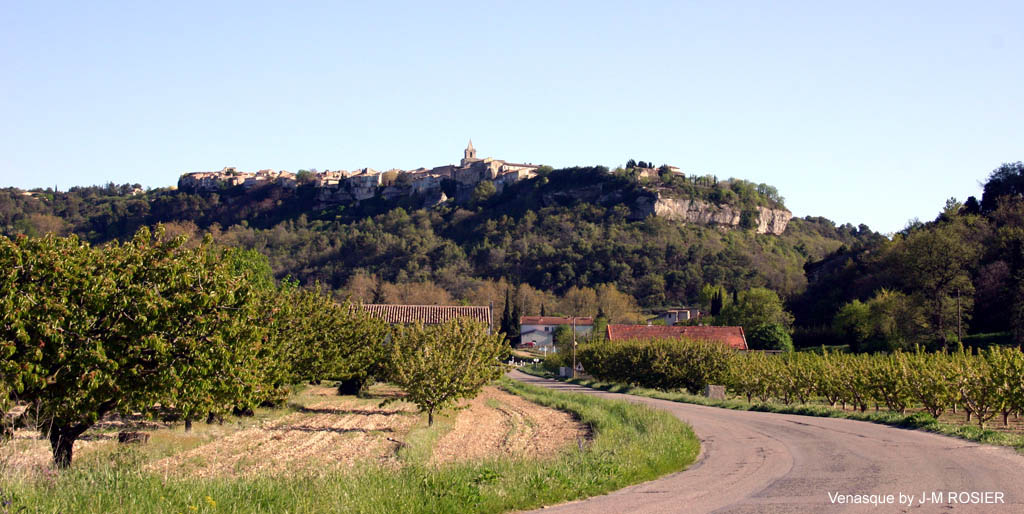
Venasque

Né à Amiens, puis passant son enfance et sa jeunesse à Nanterre, Jan Vakowskaï se destine initialement à la danse classique qu'il pratique dès l'âge de dix ans. Le projet de rejoindre la troupe du Marquis de Cuevas est rompu par un accident de voiture qui, en 1955, l'oriente vers la peinture. Il est élève de l'Académie Julian, puis de l'Académie de la Grande Chaumière. Dans les années 1960, après avoir vécu un temps à La Garde-Freinet, il s'installe à Venasque dans une maison en ruine faisant face au Mont Ventoux et qu'il restaure lui-même, s'y aménageant un atelier pour rapidement devenir artiste permanent de la Galerie Philippe Ducastel à Avignon, puis de la Galerie Emmanuel David à Paris, plus tard de la Galerie Droit de regard à Arcachon.
Au cours de la décennie 1990, Jan Vakowskaï se réinstalle dans la région parisienne, s'y partageant avec la Vendée.
Les thèmes de son œuvre, « transcription picturale de la quête métaphysique d'un artiste influencé par la philosophie bouddhique et dont les voyages en Inde ont laissé leur empreinte de simplicité et d'humilité », sont ainsi recensés : « natures mortes, êtres irréels, objets inanimés, formes vivantes, nus, portraits, poissons, chats, chevaux, champignons, fruits, fleurs imaginaires, échiquiers et arbres de vie, demeures hors du temps, paysages d'ailleurs, soleils perçant les nuages ; amoureux de la mer et marin, l'eau est l'élément majeur de sa thématique : il aime à représenter dans ses marines les ports de Venise, Saint-Tropez, Port-Grimaud, Collioure, Le Grau-du-Roi ». Emmanuel David pour sa part définit l'œuvre ainsi : « Horizons perdus, lignes de fuite, ouvertures sur rien et sur tout, demeures hors du présent, objets inanimés, formes vivantes et paysages d'ailleurs nous entraînent dans une féerie aux mille couleurs ».

## Expositions

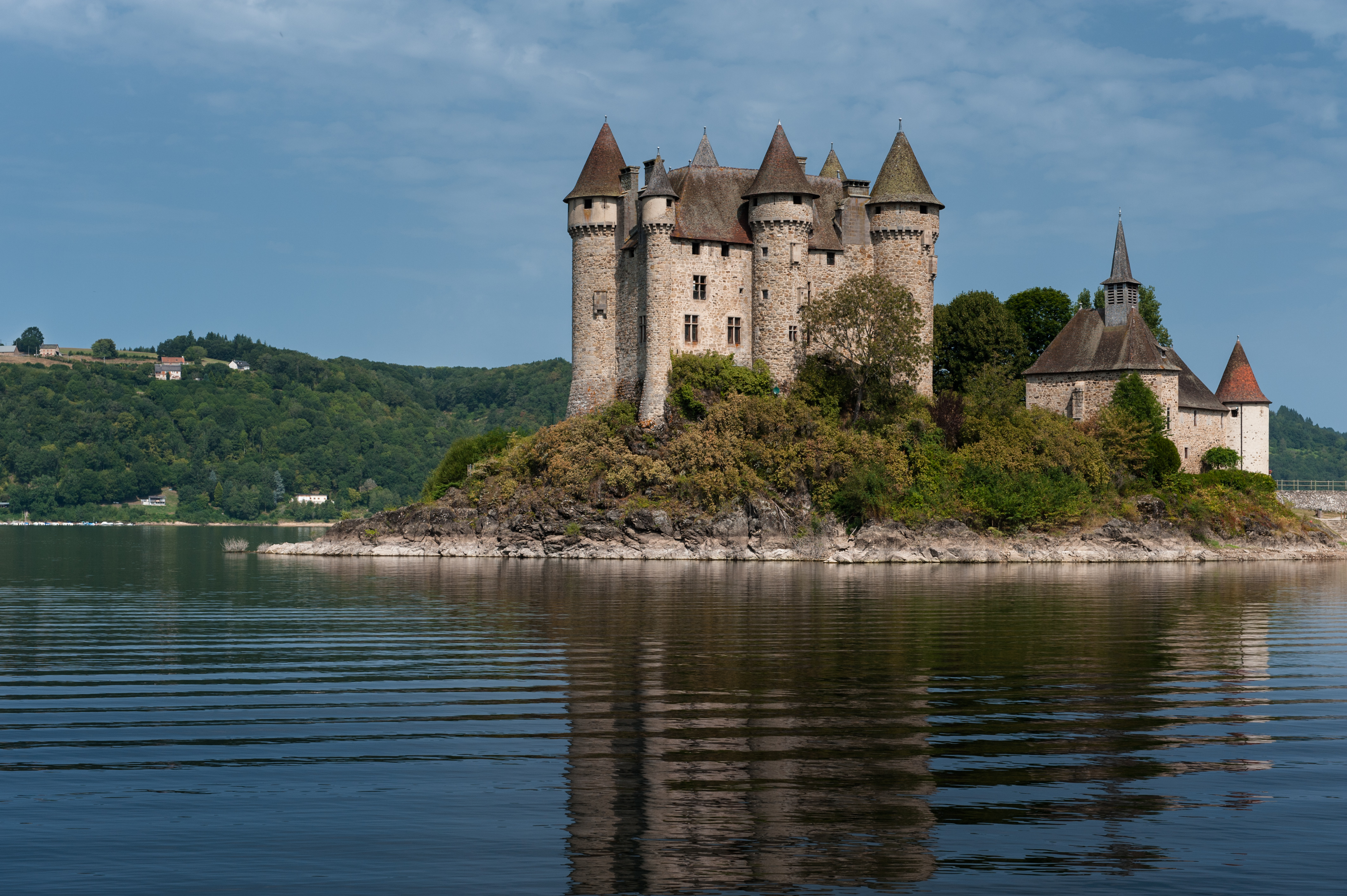
Château de Val, Lanobre

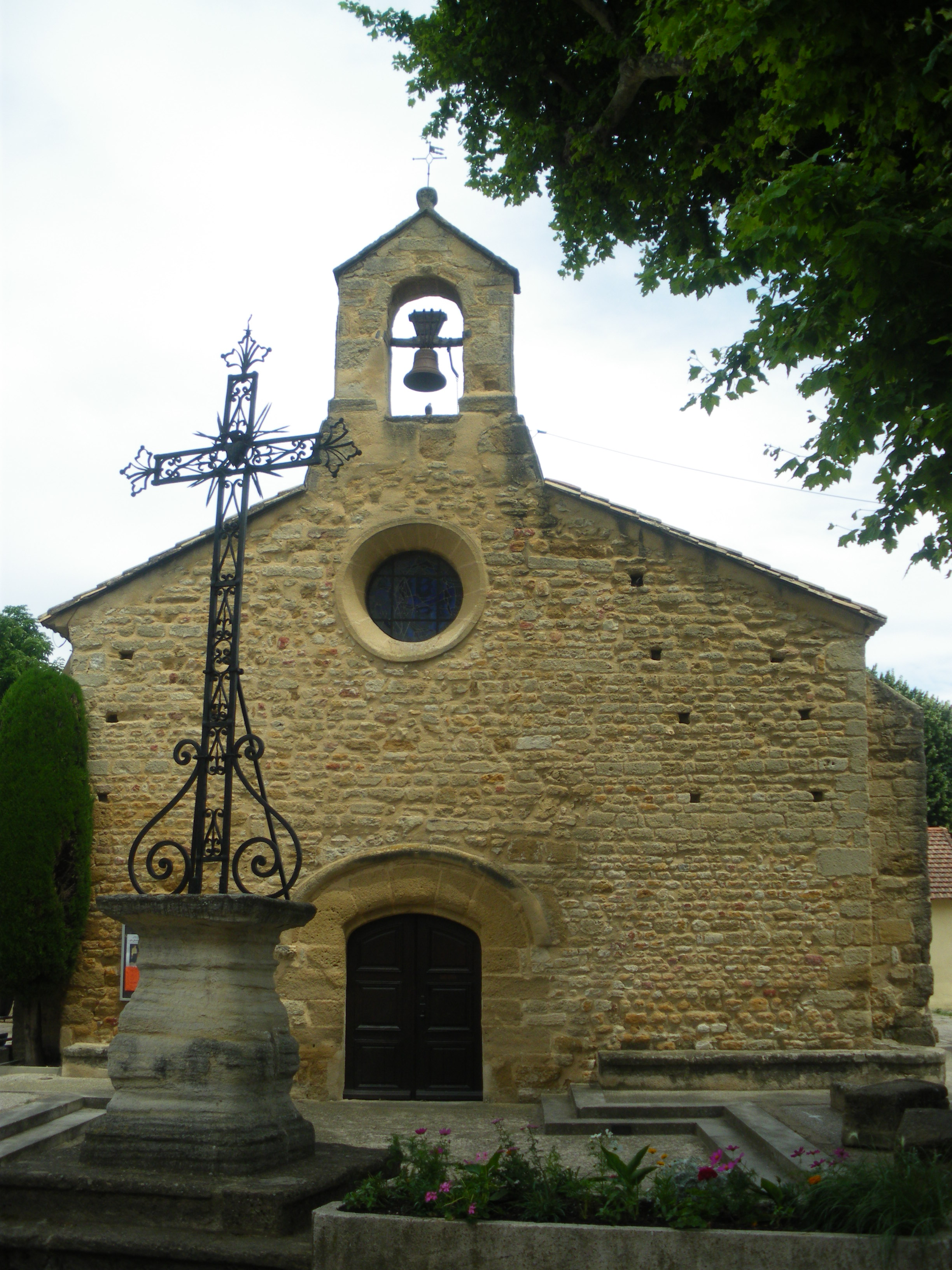
Chapelle Saint-Andéol, Camaret-sur-Aigues

### Expositions personnelles
- Galerie d'Egmond, Bruxelles, 1965.
- Galerie Emmanuel David, 14 avenue Matignon, Paris, avril 1970[3],[4], 1973, 1976.
- Galerie MG, Montpelier, 1976.
- Galerie de l'Olympe, Lyon, 1981, 1987.
- Galerie Amis des arts, Aix-en-Provence, 1981.
- Galerie Ducastel, Avignon, 1983.
- Galerie des Jardins de la fontaine, Nîmes, 1983, 1986, 1992.
- Singapour, Manama (Bahreïn), 1984.
- Abidjan, Hong-Kong, 1985.
- Galerie Marion, Perpignan, 1987.
- Galerie Thifflet, Besançon, 1988.
- Galerie Motte, Genève, 1988.
- Galerie Les Mouettes, Lausanne, 1989.
- Galerie du Pharos, Marseille, 1989, mai-juin 1991.
- Galerie Norbert Hanse, Paris, mars-avril 1990.
- Galerie Gaillard, La Baule, 1990.
- Galerie Dutilleul, Albi, 1992.
- Galerie Christiane Vallet, Clermont-Ferrand, 1992.
- Château de Val, Lanobre, printemps 1993[5].
- Fondation Cziffra, Senlis, 1993.
- Galerie du Claridge, Paris, octobre-novembre 1993, 1994.
- Galerie Droit de regard, Arcachon, 1996, 2001, 2002[6].
- Saint-Pierre de la Réunion, 1997, 1998.
- Galerie Joël Dupuis, Hardelot, 1997, 1998.
- Galerie Artimus, Paris, 2000.
- Jan Vakowskaï, 1935-2006, Chapelle Saint-Andéol, Camaret-sur-Aigues, août 2007.
- Hommage à Jan Vakowskaï, Chapelle du collège, Carpentras, mars-avril 2017[7].

### Expositions collectives
- Salon d'automne, Paris, 1973.
- Tokyo, 1989.

## Réception critique et témoignages
- « Artiste autodidacte qui a travaillé dans une solitude presque absolue, à Venasque, en dehors de toutes les tendances, il apporte une œuvre singulière, parfaitement homogène et aboutie. Le style personnel qu'il s'est créé se définit de fines lignes noires, dessinant toutes les formes ponctuées de taches d'éclaboussures, noires également, sur des surfaces colorées de fluides tons clairs, bleu, rose, orange, vert, lilas, d'une intensité aiguë. Le graphisme, ainsi détaché du chromatisme, évoque avec une extrême précision de vastes paysages urbains, fins comme des épures, des figures, des objets aux allures de fantômes. Transparents dans l'espace, évoqués en perspectives profondes et hallucinantes, ils suggèrent des significations spirituelles que le peintre, très préoccupé des poètes et des sciences occultes, a subtilement proposées. On en est averti par la présence insolite, en divers endroits, de la Roue de la Connaissance. Deux Place de la Concorde se répondent, l'une signifiant le silence, l'autre le vide… Des paysages dénudés, désolés, attestent le conflit de l'homme et de la nature qui lui était offerte et qu'il va ruiner. Un couloir qui s'enfonce à perte de vue vers une trouée à l'horizon est celui qui mène les hommes à travers le monde matérialiste "vers l'éther", déclare le peintre… Les natures mortes incarnent l'immobilité douce et implacable des choses. Toute la peinture de Vakowskai parle un langage secret et pourtant intelligible, comme la nature dans les Correspondances de Charles Baudelaire. Une telle entreprise est digne d'attention, aux limites de la peinture et de  la littérature. » - Raymond Charmet[4]
- « En 1969, je vis arriver un curieux personnage. Le visage noyé sous l'abondance des cheveux et de la barbe, le front ceint d'un ruban, il était curieusement habillé. Un peintre hippy, pensais-je... Malgré cette apparence, il ne me déplaisait pas et j'eus envie de connaître ses conceptions picturales. Aussi lui demandai-je d'étaler ses tableaux contre le mur. Ce qu'il fit aussitôt. J'aimai immédiatement la composition colorée et le caractère aigu d'un graphisme ponctué de taches judicieusement disposées. Il se dégageait aussi de ses tableaux un je ne sais quoi d'envoûtant, qui aurait pu classer l'auteur dans le clan des surréalistes. C'était pourtant tout autre chose. N'arrivant pas à déchiffrer sa signature, je lui demandai : - Comment vous appelez-vous ? - Vakowskaï. - Mais c'est un nom à coucher dehors! - Ça fait bien des années que j'y couche, me répondit-il imperturbable. Ainsi commença notre entente... Avant notre rencontre, il avait trouvé comme point de chute l'amas de débris d'une maison en ruine, sur un plateau rocailleux, face à Venasque la Sarrazine, en plein Vaucluse. Seul, il parvint à remettre les pierres l'une sur l'autre, à rendre vie à une habitation dont un atelier aux fenêtres claires devenait le principal fleuron. Là, mystique et patriarcal malgré sa jeunesse, Vakowskaï, marié à une très jeune femme, règne sur des chèvres, des chiens, des chats, des chevaux abandonnés, des épaves de voitures anciennes et aussi sur le plus beau pays du monde. » - Emmanuel David[1]
- « Vakowskaï peint des symboles. Ses compositions, notamment des vues de villes désertes, des objets insolites, des animaux et des végétaux, tout en atmosphère colorée et en lignes aériennes, s'ouvrent vers le rêve et l'irréalité. » - Dictionnaire Bénézit[8]
- « Il bâtit la ligne qui représente le réel puis la perspective ouvre sur un horizon, sur un ailleurs. Il recherche le point d'équilibre où vont se mêler rationnel et irrationnel, réel et imaginaire. Sans cesse à la recherche de la lumière, de la fluidité, du silence et de l'espace, Jan Vakowskaï nous offre des œuvres douces, toutes en transparence, dans les teintes ocres, d'où se dégage une lumineuse quiétude. Il bâtit son univers et sa perspective à l'encre de Chine puis utilise les huiles pour la couleur. Il définit son thème et son espace, puis donne l'intensité par la lumière et la transparence par la technique de la détrempe. Les couleurs sont fluides, se mélangent, se transposent, s'auréolent, s'illuminent et s'assombrissent par endroit. » - Valy Copois[2]

## Collections publiques
- Musée-bibliothèque Pierre-André-Benoit, Alès.
- Musée de l'Annonciade, Saint-Tropez.
- Château de Val, Lanobre[5].
- Musées royaux des beaux-arts de Belgique, Bruxelles.
- Museum Kunstpalast, Düsseldorf.

## Collections privées
- Yul Brynner.
- Charlie Chaplin.
- René Clair.
- Jacques Fath.
- Jean Mineur.
- Michèle Morgan.
- David Niven.
- Peter Ustinov.
- R. Rajamahendran, Capital Maharaja Organisation Ltd., Colombo.